# 玉塘街道
玉塘街道是中国广东省深圳市光明区下辖的一个街道。辖区总面积21.50平方公里，下辖玉律、田寮、长圳、红星等4个社区。
2016年8月31日，光明新区原公明街道、光明街道二分为六，新设玉塘街道，同日挂牌。

## 经济
深圳市九大传统优势产业集聚基地之一的模具基地坐落于该街道，亿和、东江、海铭翔等一批年产值过亿元的模具制造企业均已入驻。街道也培育和引进了迈瑞、蓝思旺等一批知名企业。